# Preacher
Preacher (Pastor) é uma série de histórias em quadrinhos publicada pelo selo Vertigo da DC Comics, criada pelo roteirista Garth Ennis e pelo desenhista Steve Dillon, com capas feitas por Glenn Fabry. Preacher foi revolucionária no que diz respeito aos valores de seus protagonistas mesmo em comparação a outros quadrinhos para leitores maduros. A série consiste de 75 edições no total - 66 edições mensais, 5 edições especiais e uma série limitada em quatro edições. A série toda foi reunida em nove encadernados.
Em 2016, Preacher ganha versão para a TV. O seriado chegou em maio do mesmo ano pelo canal AMC nos Estados Unidos. Adaptação escrita pelo próprio Seth Rogen e Evan Goldberg.

## História
Preacher conta a história de Jesse Custer, um ex-pastor que foi possuído por uma entidade sobrenatural que lhe confere o poder de fazer com que qualquer pessoa o obedeça. Essa entidade (chamada Gênesis) é fugitiva do Paraíso e os anjos a procuram para prendê-la novamente. Quando descobrem que ela e Jesse Custer se tornaram um só, o objetivo passa a ser matá-lo. Para isso ressuscitam um matador do século XIX, o Santo dos Assassinos e o enviam em seu encalço.
O destino faz com que Jesse venha a encontrar sua ex-namorada, Tulipa e junto dela o personagem mais excêntrico da revista, o vampiro irlandês Cassidy. Ambos passam a acompanhá-lo em sua fuga tanto da polícia quanto do Santo.
No fim do primeiro arco de histórias, Custer confronta um dos anjos e extrai dele as informações que lhe faltavam para compreender toda a situação, como a origem de Gênesis (o filho mestiço de um anjo e um demônio). Ao perguntar porque o próprio Deus não conserta a situação, o anjo conta que Deus teria desistido da humanidade e abandonado o Céu.
A partir desse momento, Custer decide o que fazer de sua vida. Ele toma a insólita decisão de procurar por Deus em pessoa e lhe cobrar explicações. Na busca pelo seu objetivo encontra os mais diversos obstáculos: assassinos em série, a polícia, o próprio santo e organizações secretas como o Graal.

## Arcos
- Preacher (01-07) - Gone to Texas (A caminho do texas) Lançamentos de Abril a Outubro de 1995
- Preacher (08-17) - Until the end of the World (Até o fim do mundo) Lançamentos de Junho de 1995 a Setembro de 1996
- Preacher (18-26) - Proud Americans (Orgulho Americano) Lançamentos de Outubro de 1996 a Junho de 1997
- Preacher (27-33) - Dixie Fried (Rumo ao sul) Lançamentos de Julho de 1997 a Janeiro de 1998
- Preacher (34-40) - War in the Sun (Guerra ao sol) Lançamentos de Fevereiro a Agosto de 1998
- Preacher (41-50) - Salvation (Salvação) Lançamentos de Setembro de 1998 a Junho de 1999
- Preacher (51-58) - All Hell's A-Coming (Às portas do inferno) Lançamentos de Julho de 1999 a Fevereiro de 2000
- Preacher (59-66) - Alamo (Álamo) Lançamentos de Março a Outubro de 2000

Além deles, temos alguns especiais:
- Preacher - Saint of killers 1-4 (Santo dos Assassinos 1-4) Lançamentos de Agosto a Novembro de 1996
- Preacher - The story of You-know-who (A Historia de Você-sabe-quem) Lançamento Dezembro de 1996
- Preacher - The good old boys (Os Bons Companheiros) Lançamento Agosto de 1997
- Preacher - Cassidy Blood and whiskey (Cassidy: Sangue & Whiskey) Lançamento Fevereiro de 1998
- Preacher - One man's war (Guerra de Um Homem Só) Lançamento Março de 1998
- Preacher - Tall in the Saddle (O Cavaleiro Altivo) Lançamento em Fevereiro de 2000